# Liste des gares des trains urbains de Toulouse
La liste des gares des trains urbains de Toulouse permet un aperçu des stations actuellement en service ou non ouvertes du réseau ferroviaire de Toulouse. Au total, le réseau compte 27 stations réparties sur 4 lignes, une en projet et quelques stations ne figurant paradoxalement sur aucune ligne.

## Stations en service
Ce tableau présente la situation actuelle, et exclut les stations non ouvertes ou en projet. Toutes les stations sont situées en surface. Les stations fermées temporairement figurent également dans la liste.
Les noms des stations sont également traduites dans leur nom occitan.
"Non-intégrée" signifie que la gare fait bien partie du réseau ferroviaire urbain toulousain, mais ne se situe pas sur une ligne du réseau de transports urbains.
| Station                                                         | Ligne(s)                                              | Date d'ouverture   | Quartier et commune             | Fréquentation annuelle 2023. | Correspondances | Image |
| --------------------------------------------------------------- | ----------------------------------------------------- | ------------------ | ------------------------------- | ---------------------------- | --- | ----- |
| Saint-Cyprien – Arènes Sant-Çubran – Arenas                     | Ligne C du réseau de transports en commun de Toulouse | Inconnue           | Les Arènes, Toulouse            | 306 065 (hors ligne C).      | L2L3143467Stadium 305 P+R (550 places) |       |
| Le TOEC Lo TOEC                                                 | Ligne C du réseau de transports en commun de Toulouse | 1er septembre 2003 | Le TOEC, Toulouse               | 5 295 (hors ligne C).        | L2 |       |
| Lardenne Lardèna                                                | Ligne C du réseau de transports en commun de Toulouse | Juin 1993          | Lardenne, Toulouse              | 18 449 (hors ligne C).       | 46 |       |
| Saint-Martin-du-Touch Sent-Martin-del-Toish                     | Ligne C du réseau de transports en commun de Toulouse | 1er septembre 2003 | Saint-Martin-du-Touch, Toulouse | 15 819 (hors ligne C).       | P+R (333 places) |       |
| Les Ramassiers Los Ramassièrs                                   | Ligne C du réseau de transports en commun de Toulouse | 1er septembre 2003 | Les Ramassiers, Colomiers       | 15 521 (hors ligne C).       | 253263P+R (251 places) |       |
| Colomiers Colomièrs                                             | Ligne C du réseau de transports en commun de Toulouse | 22 octobre 1877    | Colomiers                       | 288 670 (hors ligne C).      | (en 2028) L22125325575150151 170171 305343 P+R (223 places) |       |
| Matabiau Matabuòu                                               | TER 1                                                 | 30 août 1856       | Matabiau, Toulouse              | 14 526 190                   | (en 2028) L8142327394243AéroportCimetièresNoctambus 23 lignes du réseau Arc-en-Ciel : 18, 19, 43, 51, 52, 54, 55, 56, 57, 58, 59, 61, 62, 63, 64, 65, 69, 72, 73, 77, 80, 83, 86 |       |
| Saint-Agne Sent-Anha                                            | TER 12                                                | 1864               | Saint-Agne, Toulouse            | 1 133 306                    | 34115 |       |
| Portet – Saint-Simon Portèth – Sant-Simon                       | TER 12                                                | 19 octobre 1861    | Portet-sur-Garonne              | 336 119                      | L5 4985311316317320P+R |       |
| Muret Murèth                                                    | TER 12                                                | 9 juin 1862        | Muret                           | 954 165                      | 58117301302303304305310311312313314315316317… 321324325359361364380 P+R |       |
| Montaudran                                                      | TER 25                                                |                    | Montaudran Aerospace, Toulouse  | 76 524                       | (en 2028) L82380 P+R |       |
| Labège - Innopole Labeja - Innopole                             | TER 25                                                | Inconnue           | Enova, Labège                   | 215 564                      | 80109204 386 |       |
| Labège - Village Labeja - Vilatge                               | TER 25                                                | Inconnue           | Labège                          | 8 428                        | 79P+R |       |
| Escalquens                                                      | TER 25                                                | 22 avril 1857      | Escalquens                      | 72 598                       | 7980204P+R |       |
| Montrabé Monrabe                                                | TER 1                                                 | 24 octobre 1864    | Montrabé                        | 49 370                       | 20 |       |
| Gragnague                                                       | TER 1                                                 | 24 octobre 1864    | Gragnague                       | 30 851                       | |       |
| Montastruc                                                      | TER 1                                                 | 24 octobre 1864    | Montastruc-la-Conseillère       | 208 074                      | |       |
| Buzet - Roquesérière                                            | TER 1                                                 | 24 octobre 1864    | Buzet-sur-Tarn                  | 110                          | |       |
| Saint-Sulpice                                                   | TER 1                                                 | 24 octobre 1864    | Saint-Sulpice-la-Pointe (Tarn)  | 606 070                      | Tarn'bus : Lignes 702 et 709 Le Sulpicien : Lignes 1 et 2 |       |
| Route de Launaguet Rota de Launaguet                            | RER Nord (2028)                                       | Inconnue           | Les Izards, Toulouse            | 0                            | |       |
| Lalande - Église Lalande - Glèisa                               | RER Nord (2028)                                       | Inconnue           | Lalande, Toulouse               | 0                            | |       |
| Lacourtensourt                                                  | RER Nord (2028)                                       | 30 août 1856       | Toulouse                        | 74 918                       | 59372377 |       |
| Fenouillet – Saint-Alban Fenolhet – Sent-Alban                  | RER Nord (2028)                                       | Inconnue           | Fenouillet                      | 0                            | 372377 |       |
| Saint-Jory Sent-Jòri                                            | RER Nord (2028)                                       | 30 août 1856       | Saint-Jory                      | 274 003                      | 59372377 P+R |       |
| Castelnau-d'Estrétefonds Castèlnau-d'Estretasfonts              | RER Nord (2028)                                       | 30 août 1856       | Castelnau-d'Estrétefonds        | 420 549                      | 302329377388 P+R |       |
| Gallieni-Cancéropôle                                            | Non-intégrée (continuité ligne )                      | 13 décembre 2009   | Croix de Pierre, Toulouse       | 64 835                       | L4 |       |
| Colomiers - Lycée International Colomièrs - Licèu Internacional | TER (continuité ligne Non-intégrée)                   | 1877               | Colomiers                       | 196 230                      | L2 |       |
| Pibrac                                                          | Non-intégrée                                          | 1877               | Pibrac                          | 118 800                      | |       |
| Brax - Léguevin                                                 | Non-intégrée                                          | 1877               | Brax Léguevin                   | 218 967                      | |       |
| Mérenvielle                                                     | Non-intégrée                                          | 1877               | Mérenvielle                     | 56 212                       | |       |
| L'Isle-Jourdain                                                 | Non-intégrée                                          | 1877               | L'Isle-Jourdain (Gers)          | 342 134                      | 935954 |       |

## Stations en projet
Ce tableau recense les stations à l'état de projet. Elles sont traduites dans leur nom occitan.
| Station                               | Ligne(s) | Quartier et commune         | Correspondances prévues | Date de mise en service prévue |
| ------------------------------------- | -------- | --------------------------- | ----------------------- | ------------------------------ |
| La Vache La Vaca                      | RER Nord | Barrière de Paris, Toulouse | 596069105 P+R           | 2028                           |
| Labège - La Cadène Labeja - La Cadene | TER 25   | La Cadène, Labège           | P+R                     | 2028                           |